# باربرا سلاتر (لاعبة جمباز فني)
باربرا سلاتر (بالإنجليزية: Barbara Slater)‏ هي لاعبة جمباز فني بريطانية، ولدت في 5 أكتوبر 1959 في برمنغهام في المملكة المتحدة.

## وصلات خارجية
- باربرا سلاتر على موقع أوليمبيديا (الإنجليزية)